# Життєписи найславетніших живописців, скульпторів та архітекторів
Життє́писи найславе́тніших живопи́сців, ску́льпторів та архіте́кторів (італ. Le Vite de’piu eccelenti Pittori, Scultori e Architetti) — неповний мистецтвознавчий твір XVI століття із життєписами митців Італії доби Відродження і маньєризму та деякими їх творами, який створив італійський художник Джорджо Вазарі. Видання стало явищем мистецтвознавчої культури і зразком для наслідування іншими письменниками Західної Європи.

## Два перші видання
До створення рукопису «Життєписів» Вазарі підійшов літньою людиною, що мала досвід спілкування з різними володарями, меценатами, художниками. Він мимоволі мандрував містами і князівствами Італії, особливо коли втрачав чергового покровителя чи під примусом трагічних подій, якими рясніла історія першої половини 16 століття. Так, 1537 року був злодійськи убитий Олессандро Медічі, черговий покровитель Вазарі, а це відбилося як на його матеріальному, так і на психічному стані.
Художня манера митця зазнала надзвичайного впливу різних митців і мистецьких манер — від француза Гільома де Марсілья — до Андреа дель Сарто, Баччо Бандінеллі і самого Мікеланджело Буонарроті, до слави якого Вазарі так хотів бути причетним.
Матеріали до рукопису збирались частинами. Першу частину автор зібрав до весни 1548 року (йому — 37 років), але друкувати цю частину розпочали лише влітку 1549 року, коли з нотатками познайомилися вельможні друзі і рукопис дозволили друкувати. Лише в листопаді 1549-го була надрукована теоретична частина, якою розпочинався твір — «Введення до трьох мистецтв». В січні 1550 року видання було доведене до життєпису художника Доменіко Гірляндайо, в лютому — оприлюднена біографія живого на той час Мікеланджело. Відома точна дата остаточного друку першого видання — це сталося 29 березня 1550 року.
Перше видання здійснив у Флоренції друкар Лоренцо Торрентіно, твір має посвяту великому князю Козімо І Медичі. Лоренцо Торрентіно походить з Брабанту, його справжнє ім'я — Лоренс ван дер Блік (1499–1563). Друкар цілком натуралізувався в Італії, де оселився і де був двічі одружений з італійками.
До свого монументального твору про сучасних йому діячів мистецтва, яке Вазарі порадили написати, він поставився досить сумлінно. Коли частина рукопису була готова, він передав її Аннібале Каро, який допоміг йому своїми зауваженнями і порадив довести роботу до кінця. Пізніше чернець Маттео Фаетані, що володів літературною освітою, за дорученням Вазарі зробив істотні додатки до неї. Тому книга була закінчена лише у 1550 році. Тобто твір мав колективний характер заради відповідності тогочасним стандартам і вимогам до літературного твору. Звідси — новели і белетристика в матеріалах життєписів. Усвідомлення, що це також літературна пам'ятка 16 століття, науковий і культурологічний твір, прийшло пізніше.
Але ще за життя Вазарі не був задоволений виданням і продовжував збирати додаткові відомості з життя і творчості художників-сучасників і митців італійського минулого. Особливо — по смерті Мікеланджело і відвідин Венеції, могутню художню школу якої він не наважився ігнорувати попри палку прихильність до митців-флорентійців та римської школи живопису.
Тільки через 18 років після першого видання, його твір прийняв остаточний вигляд, в якому і дійшов до нашого часу. Це друге видання доповнене портретами художників, якщо мали хоч якісь їх портрети. Частка портретів — вигадки, частково — нема ніяких, залишена лише розкішна графічна рама (оздоблення) в стилі маньєризму.

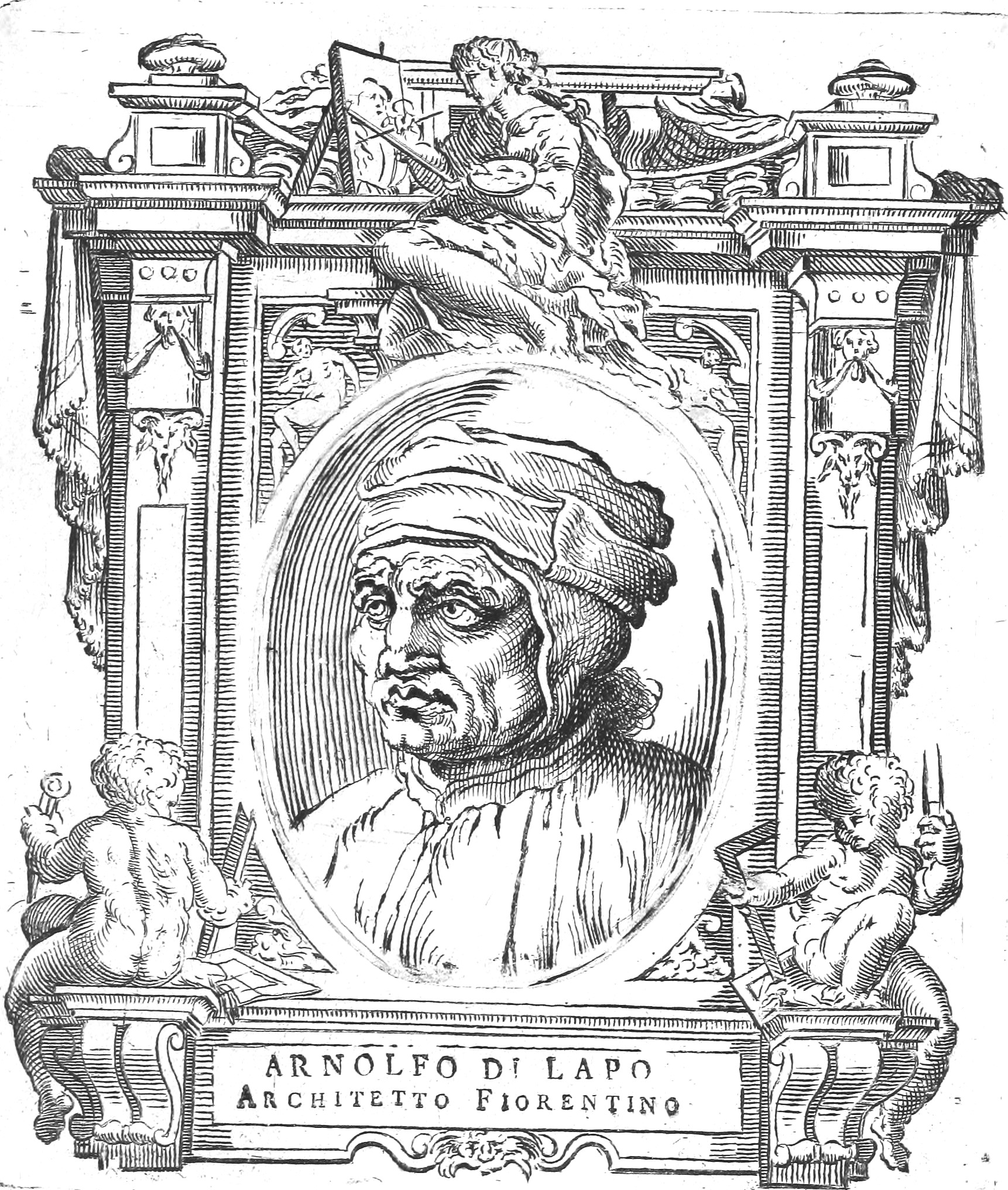
Гіпотетичний портрет Арнольфо ді Камбіо
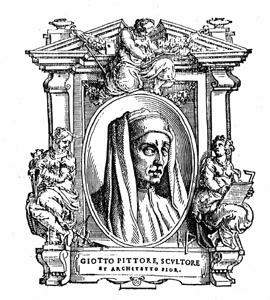
Умовний портрет Джотто
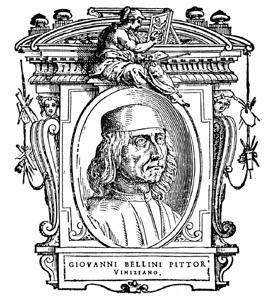
Джованні Белліні
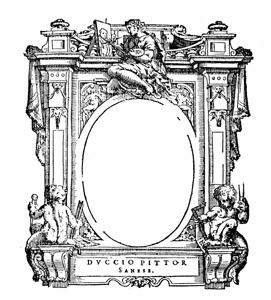
Дуччо ді Буонінсенья
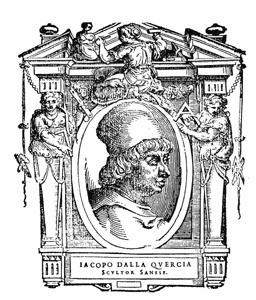
Якопо делла Кверча
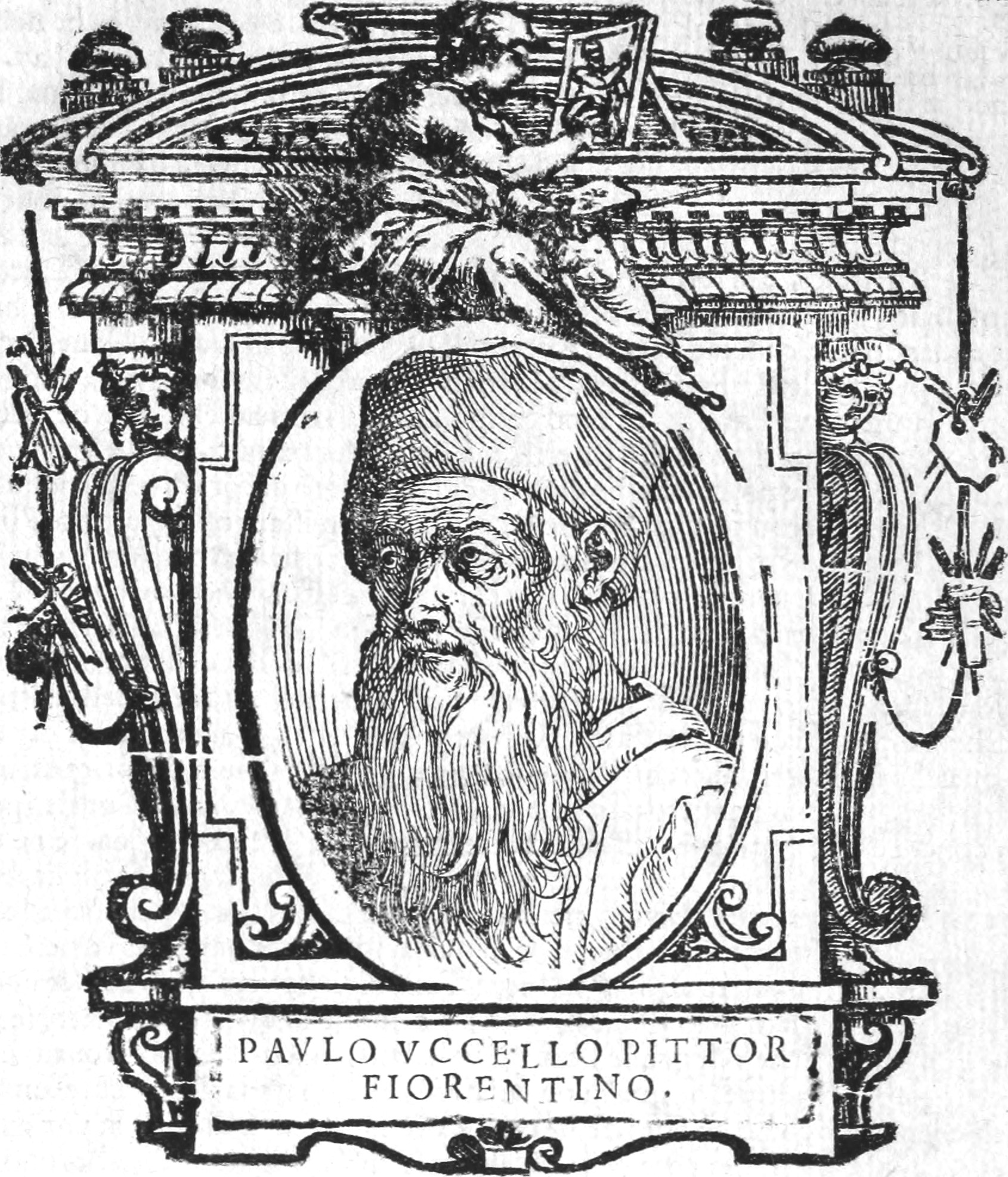
Паоло Учелло
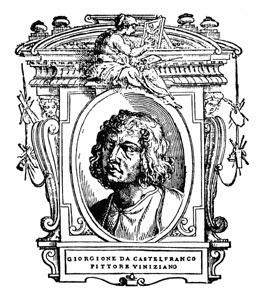
Джорджоне
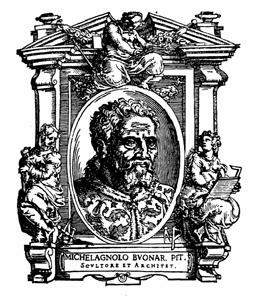
Мікеланджело Буонарроті

## Гріхи Вазарі автора

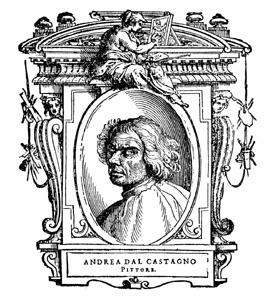
Андреа дель Кастаньйо.

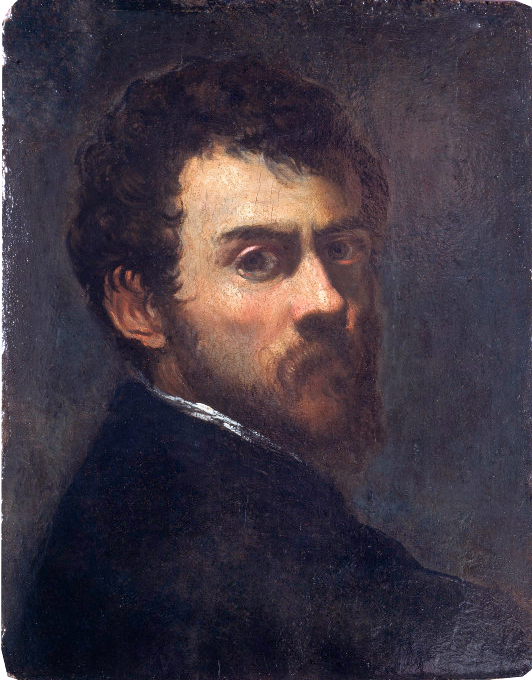
Тінторетто, автопортрет

Наука, в тому числі і мистецтвознавча, не стояла на місті. І в 20 столітті твір Вазарі переглянули критично і з позицій сучасних вимог. Виявилося, що автор намагався белетризувати життєписи, подати їх як цікаві оповідання, прикрасив чи, навпаки, принизив авторитет тих, кого не полюбляв. Так, Вазарі сповістив жахливу історію, нібито художник з Флоренції Андреа дель Кастаньйо із заздрості убив свого вчителя. На жаль, сучасники навіть байки Вазарі вважали за документальні свідчення. Авторитету талановитого Кастаньйо було задано нищівного удару, його фрески зафарбували, а ім'я викреслили з пам'яті. Перевірки встановили повну невинність Кастаньйо, зафарбовані фрески розчистили у 19 столітті. Аби врятувати цінні твори Кастаньйо, у Флоренції створено музей Кастаньйо, а його авторитет, спаплюжений Вазарі, посмертно реабілітовано.
Вазарі був патріотом Флоренції і подав в книзі усіх відомих флорентійських майстрів. Цього йому стало замало, і він подав навіть біографії другорядних і маловідомих майстрів, тільки тому, що вони Флорентійці. Науковці з подивом вивчили ці сторінки, зауваживши — ну, раз є, то нехай і будуть. Ще більший подив викликала біографія художника Тінторетто, нефлорентійця. Вазарі відчував до нього неприязнь і навіть відмовив Тінторетто в праві на окрему біографію в своїй книзі. Життєпис Тінторетто — Вазарі розмістив в біографії Баттісто Франко, який ніяк не дорівнював в обдарованості Тінторетто. На щастя, Якопо Тінторетто довго жив і своїми пізніми творами довів і свою геніальність, і причетність до найкращих майстрів Італії.
Виявилися значні розбіжності між фактами, що подав Вазарі, і документами тої доби. Зрозуміло, що Вазарі не міг з різних причин передивитися архіви і потрібні документи, тому спирався на розпити свідків, легенди, перекази. У випадках нестачі свідоцтв і свідків, писав за власною уявою. Але він не жив в 20 столітті і не міг укладатися у вимоги науки (мистецтвознавства 20 століття), котра тільки починала свій розвиток в 16 столітті. Тому твір Вазарі бажано читати як белетризовані біографії з включенням лише деяких документів. А коментарі до видань читати обов'язково і також уважно, як і текст Вазарі, розуміючи, що він лише документ культури 16 століття, і лише частково документ — науковий .

## Послідовники Вазарі
Твір Вазарі ретельно вивчали і перечитували як за життя автора, так і після його смерти. Сприяли цьому і перевидання твору у Британії, Франції, в самій Італії. Без сумнівів, що твір італійця вплинув на задум і появу аналогічного твору, що створив Карел ван Мандер (Het Schilderboeck , 1604).Нова доба і новий автор дещо інакше підійшов до власного твору. Карел ван Мандер, художник другого ряду, більш відомий як автор книги «Життєписи античних, італійських, німецьких і нідерландських художників 15 — 16 століть». Твір носить компілятивний характер і є переказом легенд, спогадів і фактів з різних джерел, не завжди достовірних. Книга не є точною і не відповідає багатьом сучасним вимогам про історичні праці. Але це оцінки твору, що вийшов з руку у 1604 році, тому багато чого змінилося в науці за 400 років по тому.
Перевагою книги Мандера було повернення в історію мистецтв імен утаємничених, маловідомих геніїв Північної Європи, на яких не звертали уваги егоїстичні письменники Італії, в тому числі і Вазарі. Серед повернутих імен — зірка німецького мистецтва доби Відродження і всієї Європи Матіас Грюневальд або Нітхард Готхард.
Зустрічі з багатьма видатними митцями спонукали німецького художника XVII століття Йоахима Зандрарта до написання життєписів художників-сучасників у книзі «Німецька Академія». Твір розростався, і в коло увійшли також життєписи майстрів минулого. Історичне значення твору Зандрарта значно підвищили гравюри-портрети митців. Тільки завдяки цим гравюрам зберігся, наприклад, портрет Клода Лоррена, який сам не писав автопортретів, а його, окрім Зандрарта, ніхто не портретував. Зандрарт e XVII столітті став спадкоємцем і німецьким продовжувачем справи італійського мистецтвознавця Джорджо Вазарі.

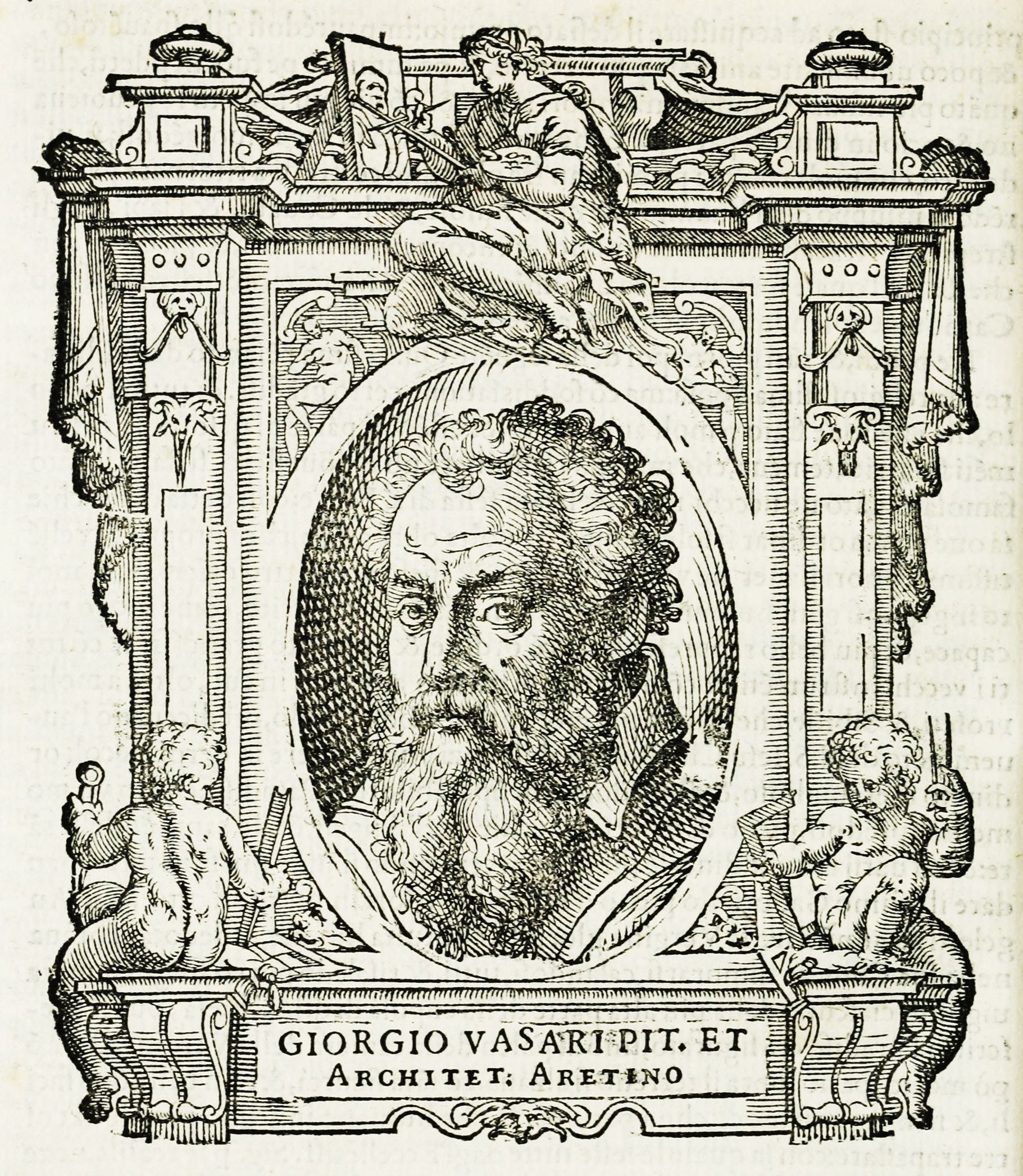
Джорджо Вазарі
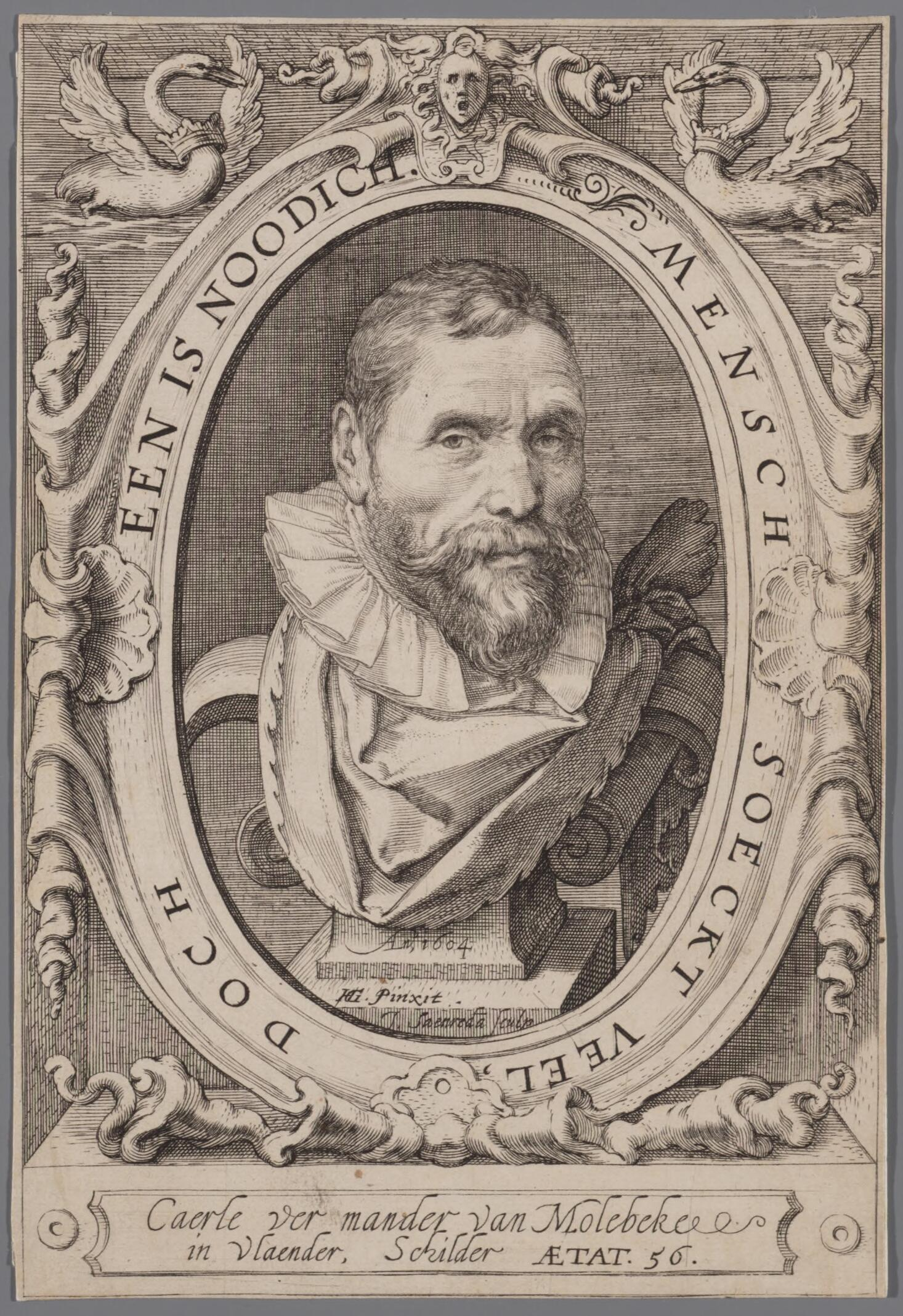
Карел ван Мандер
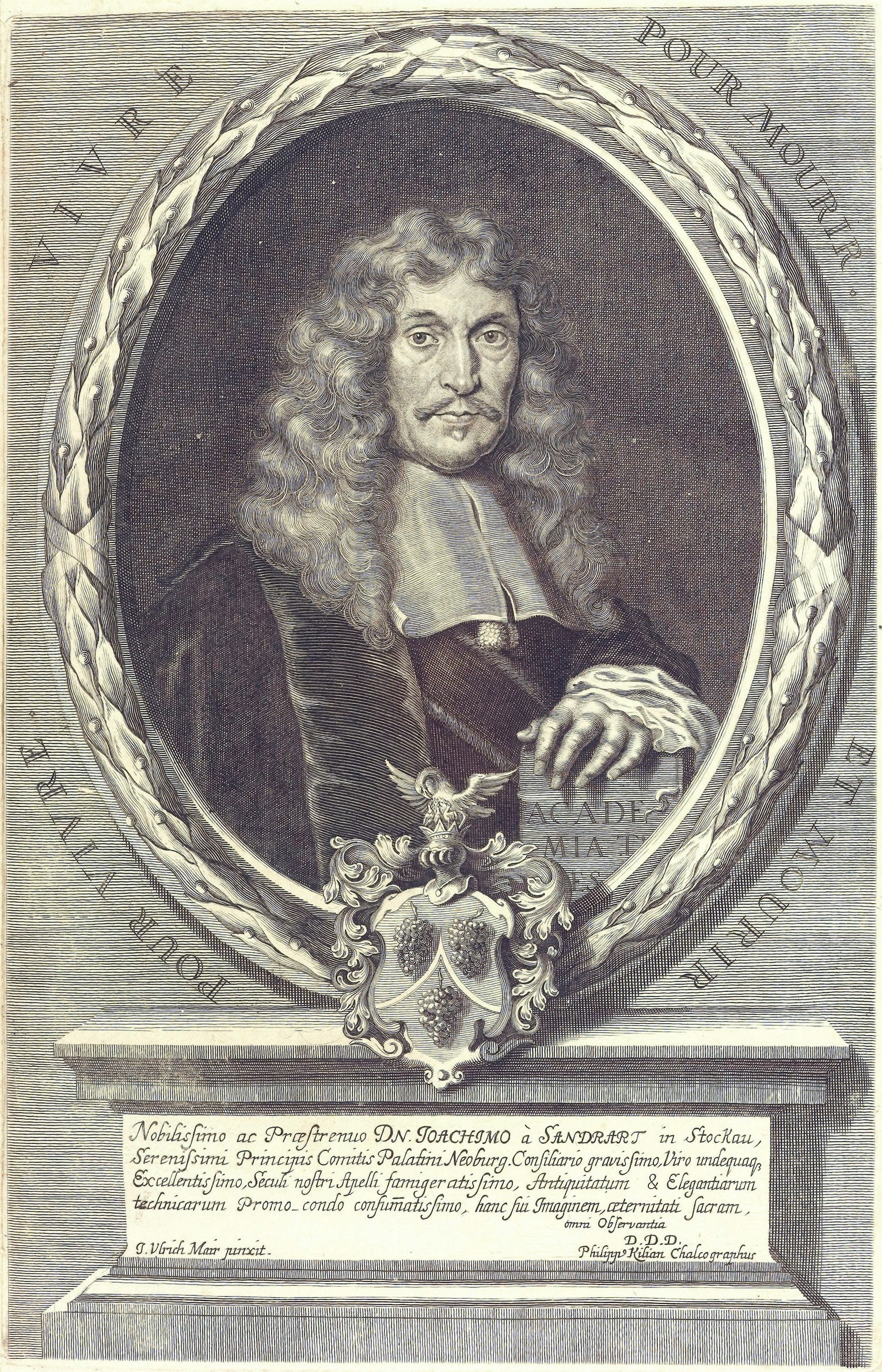
Йоахим Зандрарт

## Структура твору
Твір розділено на п'ять частин. Перша частина — це посвята князю Козімо I Медічі і введення, за яким іде довідковий і технічний текст про живопис, скульптуру та архітектуру.

## Друга частина
З неї розпочинаються саме життєписи. Тут наведено біографії — від Чімабуе до Лоренцо ді Біччі. Серед наведених життєписів — Джотто, Сімоне Мартіні, П'єтро Лоренцетті, Дуччо, Андреа Орканья, Антоніо Венеціано, Джованні да Понте, Уголіно, Спінело Аретіно.

## Третя частина
Тут наведено, окім інших, біографії Якопо делла Кверча, Лоренцо Гіберті, Мазаччо, Філіппо Брунеллескі, Донателло, Дезідеріо да Сеттіньяно, Сандро Боттічеллі, Антонелло да Мессіна, Алессо Бальдовінетті, Фра Філіппо Ліппі, Міна да Фьєзоле, Лоренцо Коста, Доменіко Гірляндайо, Андреа дель Верроккйо, Джованні Белліні.

## Четверта частина
Четверта частина твору — суміш життєписів другорядних художників і скульпторів з митцями велетенського обдарування, що прокладали нові шляхи в тих галузях, де працювали.
Тут наведено, окрім інших, життєписи таких уславлених постатей, як Донато Браманте, Джорджоне, Корреджо, Рафаель Санті, Леонардо да Вінчі, Лоренцо ді Креді, Бальдассаре Перуцци, Россо Фйорентино, Доссо Доссі, Антоніо да Сангалло.

## П'ята частина

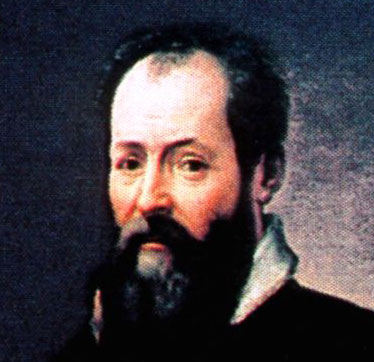
Джорджо Вазарі

Найбільша частина італійських представників стилю маньєризм представлена саме тут. Продовжені також життєписи майстрів Венеції, що здебільшого працювали по смерті Белліні і Джорджоне. Тут наведено, окрім інших, біографії Себастьяно дель Пьомбо, Тиціана, скульптора Монторсолі , Даніеле да Вольтерра, Мікеланджело Буонарроті Якопо Сансовіно, Леоне Леоні, Франческо Сальвіаті, Пріматіччо, трьох художників Гірляндайо. Короткий життєпис Якопо Тінторетто сховано в біографії Баттіста Франко. Саме в цій частині Вазарі розмістив і власний життєпис.

## Вазарі і Шевченко
Тарас Шевченко був добре обізнаний з книжкою «Життєписи…» з часів навчання у Петербурзькій Академії мистецтв у Петербурзі, де, крім італійського оригіналу, був і французький переклад (1839—1842). Тарас Шевченко згадував «Життєписи…» в повісті «Художник» як правдивий документ епохи і висловив жаль, що тоді не було російського перекладу. В «Щоденнику» 23 липня 1857 поет дав високу оцінку творові (російською) — «Вазари переживёт целые легионы Либельтов».